# Käysergebirge
Das Kaysergebirge ist eine ca. 80 bis 90 km lange, im Südwesten von  Suriname, im Distrikt Sipaliwini liegende Bergkette. 
Die Bergkette liegt südlich vom Luciefluss. Das von Südost nach Nordwest verlaufende Gebirge zeigt im Süden einen höheren Verlauf mit maximal 783 m. Es fällt nach Nordost zu einer Hügellandschaft ab, um etwas nördlicher von der Mitte des Gebirges die maximale Höhe von 861 m zu erreichen. Danach fällt es erneut zu einer Hügellandschaft ab um nochmals nordwestlich eine Höhe von 675 m zu erreichen. Der Ost- und Nordhang entwässert in den Zuid- und Luciefluss und der West- und Südhang in den Coeroenifluss.

## Namensgeber
Das Gebirge ist nach dem niederländischen Marineoffizier Conrad Carel Käyser (1876–1939) benannt. Er nahm bereits im Jahre 1910 an einer Corantijn-Expedition unter der Leitung von Johan Eilerts de Haan teil. Im Jahre 1935 wurde er als Vizeadmiral a. D. durch die niederländische Regierung mit der Führung einer Kommission zur Feststellung der Grenze zwischen Suriname und Brasilien  beauftragt. Gleichzeitig war er Leiter von Expeditionen, die zwischen 1935 und 1938 insgesamt drei Flussreisen in das Grenzgebiet unternahmen.